# ネリー (ラッパー)
ネリー（Nelly、本名：コーネル・ハインズ・ジュニア、Cornell Haynes Jr.、1974年11月2日 - ）は、アメリカ合衆国テキサス州出身、ミズーリ州セントルイス育ちのヒップホップMC、ヒップホップ・ミュージシャン、俳優。

## 人物
テキサス州生まれ。軍人である父の仕事の関係で、生後まもなくスペインへ3年間ほど在住し、後にミズーリ州セントルイスへ移り住む。
ドラッグとギャングに囲まれながら暮らし、1993年にミズーリ州ユニバーシティ・シティ（University City, Missouri）に移る。実はプロ野球選手になる寸前まで行くが、高校時代に知り合った仲間で結成されたチーム、セント・ルナティックスと共にプロのラッパーになる道を選ぶ。
影響を受けたラッパーには、ラキム、LLクールJ、Run-D.M.C.、アウトキャスト、グッディー・モブ、ジェイZを挙げている。1999年にリリースされたファースト・シングル「カントリー・グラマー」は、「歌うようにラップする」というスタイルが受け大ヒットした。全米の主要ステーションでは「これぞフューチャリスティック・ダウン・ボトム・バウンス・ビート!」と大絶賛され、ファンキーで独特の味がある「田舎コトバ」も「何を言っているかわからないけれど、オモシロイ」と素直に受け入れられた。
2000年7月、このシングルを含むデビュー・アルバム『カントリー・グラマー』は、発売第1週で25万枚のセールスを記録、ポップ・チャートもエミネム、ブリトニー・スピアーズに次いで堂々初登場3位をマークした。ビルボードHot R&B/HipHopチャートでは5週連続1位、アルバムTop 200でも2週連続第1位を獲得。セカンド・シングル「E.I」の大ブレイク、そして続く「ライド・ウィッミー」のヒットを受け、『カントリー・グラマー』はラップ・アルバムとしては異例の約1年以上に及ぶビルボード長期チャート・インを果たし全世界での売上も1000万枚に達し、ダイヤモンド・アルバムとなった。
また、映画『トレーニング デイ』に収録された「#1」が全米大ヒット、さらにインシンクのアルバムからのシングル「ガールフレンド」のリミックスにフィーチャーされた。
2002年6月、セカンド・アルバム『ネリーヴィル』をリリース、ビルボード・アルバムTop200で堂々1位、全世界1000万枚以上のセールスを記録する特大ヒットとなる。ザ・ネプチューンズが手掛けた「ホット・イン・ヒア」を皮切りに、デスティニーズ・チャイルドのケリー・ローランドとデュエットした「ジレンマ」は、その年最大のヒット曲となり、全米シングル・チャート連続No.1を獲得した。さらに「エア・フォース・ワンズ」、「ガールフレンド」のお返し的にジャスティン・ティンバーレイクをフィーチャーした「ワーク・イット」が立て続けにヒットし、2002年度グラミー賞など数々の賞を受賞した。
2006年、ジャネット・ジャクソンとのコラボレーション・シングル「コール・オン・ミー」を発表。
2009年、2月4日に日本独自企画盤のベストアルバム『ザ・ベスト・オブ・ネリー』をリリース。日本の女性R&BシンガーDOUBLEと収録曲「ワン・アンド・オンリー feat. DOUBLE」で初の日本人との共演を果たす。
2025年からはラスベガスのリゾート・ワールド内にあるナイトクラブとデイクラブで定期公演を開催。
『新ビバリーヒルズ青春白書』にも特別出演し「Liv Tonight」を披露した。ネリーの好きな食べ物はキャンディーコーン。

## ディスコグラフィ

### アルバム
| 年                                        | タイトル        | アルバム詳細 | チャート最高位 | チャート最高位 | チャート最高位 | チャート最高位 | チャート最高位 | チャート最高位 | チャート最高位 | チャート最高位 | チャート最高位 | チャート最高位 | 認定 |
| 年                                        | タイトル        | アルバム詳細 | US             | AUS            | CAN            | GER            | IRL            | NLD            | NZ             | SWE            | SWI            | UK             | 認定 |
| ----------------------------------------- | --------------- | --- | -------------- | -------------- | -------------- | -------------- | -------------- | -------------- | -------------- | -------------- | -------------- | -------------- | --- |
| 2000                                      | Country Grammar | - 発売日: 2000年6月6日 - レーベル: Fo' Reel, Universal - フォーマット: CD, cassette, digital download - 全米売上: 858.1万枚  | 1              | 4              | 7              | 45             | 15             | 8              | 3              | —              | 90             | 14             | - US: ダイヤモンド - AUS: 3× プラチナ - CAN: 3× プラチナ - NZ: 3× プラチナ - UK: プラチナ                                                   |
| 2002                                      | Nellyville      | - 発売日: 2002年6月25日 - レーベル: Fo' Reel, Universal - フォーマット: CD, cassette, digital download - 全米売上: 648.8万枚 | 1              | 2              | 2              | 2              | 3              | 4              | 2              | 11             | 6              | 2              | - US: 6× プラチナ - AUS: 3× プラチナ - CAN: 4× プラチナ - GER: ゴールド - NZ: 2× プラチナ - SWE: ゴールド - SWI: プラチナ - UK: 2× プラチナ |
| 2004                                      | Sweat           | - 発売日: 2004年9月14日 - レーベル: Derrty, Universal - フォーマット: CD, cassette, digital download - 全米売上: 100万枚     | 2              | 10             | 2              | 17             | 34             | 28             | 7              | 41             | 16             | 11             | - US: プラチナ - AUS: ゴールド - NZ: ゴールド - UK: ゴールド                                                                                |
| 2004                                      | Suit            | - 発売日: 2004年9月14日 - レーベル: Derrty, Universal - フォーマット: CD, cassette, digital download - 全米売上: 300万枚     | 1              | 7              | 1              | 8              | 21             | 17             | 6              | 34             | 11             | 8              | - US: 3× プラチナ - AUS: ゴールド - NZ: ゴールド - UK: プラチナ                                                                             |
| 2008                                      | Brass Knuckles  | - 発売日: 2008年9月16日 - レーベル: Derrty, Universal Motown - フォーマット: CD, digital download - 全米売上: 22.3万枚       | 3              | 15             | 22             | —              | 60             | —              | 22             | —              | 55             | 20             | - US: ゴールド |
| 2010                                      | 5.0             | - 発売日: 2010年11月16日 - レーベル: Derrty, Universal Motown - フォーマット: CD, digital download - 全米売上: 31.4万枚      | 10             | 17             | 19             | 63             | 91             | —              | —              | —              | 52             | 59             | |
| 2013                                      | M.O.            | - 発売日: 2013年9月30日 - レーベル: Derrty, Universal Motown - フォーマット: CD, digital download - 全米売上: 2.3万枚        | 14             | 81             | —              | —              | —              | —              | —              | —              | —              | 89             | |
| 2021                                      | Heartland       | - 発売日: 2021年8月27日 - レーベル: Columbia - フォーマット: CD, digital download, streaming - 全米売上:                     | 45             | —              | 37             | —              | —              | —              | —              | —              | —              | —              | |
| "—"は未発売またはチャート圏外を意味する。 |                 | |                |                |                |                |                |                |                |                |                |                | |

### コンピレーション・アルバム
- ザ・ベスト・オブ・ネリー - The Best of Nelly 日本独自盤＜2009年2月4日＞

### リミックス・アルバム
- ダ・ダーティ・ヴァージョンズ：ザ・リインベンション - Da Derrty Versions: The Reinvention（2003年）＜2003年11月21日＞

## 日本公演
- Sweat Suit Tour Japan（2005年）

7月12日,13日 日本武道館、14日 大阪城ホール
- MTV Video Music Awards Japan 2008（2008年）

出演 ファーギーなど
5月31日 さいたまスーパーアリーナ

## スポンサーシップ
- リーボック（2005年） - 競技用フットウェア・アパレル・小物類のシグネチャーコレクション製作を含む長期的なパートナーシップ契約を締結[41]。